# Сахат-кула у Приштини
Сахат-кула је саграђена у 19. веку на иницијативу Јашар-паше, по коме је Џамија недалеко од Сахат-куле и добила име. Служила је као средство информисања града за време владавине Османског царства, како би људи знали када да се моле, као и трговци када да затворе своје радње. Шестоугаона сахат-кула висока 26 метара била је направљена од пешчара и цигле.
Првобитна кула је изгорела у пожару, а њене цигле су коришћене за реконструкцију. Аутентично звоно је донето из Молдавије и има натпис који помиње ову чињеницу. Међутим, нису јасно познате околности како је звоно донето у Приштину; његова крађа 2001. још је нејасна. Исте године, француски војници КФОР-а помогли су у постављању новог сата тако што су стари сатни механизам заменили електричним.